# Elymiotis lupicina
Elymiotis lupicina är en fjärilsart som beskrevs av William Schaus 1928. Elymiotis lupicina ingår i släktet Elymiotis och familjen tandspinnare. Inga underarter finns listade i Catalogue of Life.